# Hermann Amann (peintre)
Pour les articles homonymes, voir Hermann Amann et Amann.
Hermann Amann, est un artiste plasticien allemand, né le 30 juin 1934 à Bad Bellingen et mort le 26 avril 2020 dans l’Oise. Il résidait en France depuis plus de soixante ans. Chef de file du mouvement « Nouvelle Pigmentation », créé en 1986, son œuvre s’attache à percer le mystère de l’énergie de la couleur.

## Biographie
Né en 1934 à Bad Bellingen dans le Bade-Wurtemberg en Allemagne, Hermann Amann étudie à Bâle. Il s'installe à Paris dans les années 1960. Il publie des ouvrages et donne de nombreuses conférences sur la peinture.
Tout au long de sa carrière, il refuse les mouvements dominants et les arts médiatisés. Dans des lieux et galeries d’art et d’essai il participe à de multiples expositions dont il organise souvent le commissariat et en développe le propos dans des conférences.
Il crée en 1971 le groupe « Jacob ou la Persuasion » en collaboration avec d’autres artistes de sa génération (Antonio Ballester, Jean Dupanier, Jean-Claude Marquette, Quentin Quint, Roland et Madeleine Weber et Gil Joseph Wolman) : « Jacob ou la Persuasion est le titre d’un poème de Louis Aragon. Par une coïncidence très fortuite, le peintre Amann entendit ce poème au moment où il était à la recherche d’un titre correspondant à l’état d’âme psychique des amis avec lesquels il travaillait. La substance du poème et surtout la consonance phonétique du titre furent un coup de fouet et, en accord avec Aragon, il fut décidé que ce nouveau mouvement adopterait cette euphonie pour grouper l’ensemble des manifestations à venir. »
De 1971 à 1974 auront lieu de multiples manifestations du groupe, dont notamment le spectacle « Non-stop » du théâtre Le Palace, où Hermann Amann est responsable de la section peinture et de la réalisation du programme-cahier (édition de journaux d’information de ce groupe).
À partir de cette époque, faisant le bilan de toutes les rencontres picturales réalisées jusque-là, la préoccupation définitive de son travail devient celle de la couleur et de son énergie qui aboutira en 1986 à la création du mouvement Nouvelle Pigmentation. Ce mouvement étant la synthèse de la réflexion sur l'« Espace Supérieur de la Couleur », qui est un espace de la peinture '« …libéré des objets eux-mêmes en prenant comme sujet la couleur et elle seule ».
« Ce n’est qu’au début des années 1990, avec la découverte, auprès du groupe new-yorkais New New Painting, du gel polymère (un liant pouvant conserver sans l’altérer la propriété réfléchissante des pigments fluorescents) et l’invention de la particule (une forme ayant la capacité de contenir le fluo en imposant au regard une vision indirecte des couleurs qu’elle recouvre) qu’Amann expose l’accomplissement de ses recherches. pour la première fois en 1993, à la Städtische galerie à Göppingen (Allemagne). […] Dès lors, ayant enfin trouvé un langage unique et neuf, il s’est employé à visiter différents thèmes de la pensée avec cette technique sans précédent. Parmi ses œuvres majeures participant de la « Nouvelle Pigmentation » on peut énumérer entre autres : Architectones, Habitables, Autour de la terre, Fécondité, Les Quatre Saisons, Les particules, Glas I et Glas II (d’après les livres de Jacques Derrida), Des millions de mondes qui voyagent pour nous, Amour, Ultra pigmentation et La Montagne Sainte Victoire. ». 
Il utilisera cette technique jusqu'à la fin de sa vie en 2020, la particule étant le signe idiosyncrasique de son écriture picturale.

## Œuvre
Hermann Amann commence à peindre des paysages expressionnistes en 1952, influencé par Karl Schmidt-Rottluff,  étudie les pigments et les couleurs à la Gewerbeschule à Bâle en Suisse en 1954. C'est là qu'il entre en contact avec la peinture américaine déjà présente dans le musée de Bâle, ainsi qu'avec les œuvres néo-plastiques de Piet Mondrian et Georges Vantongerloo.
Par la suite, il rencontre l'œuvre de Kazimir Malevitch et d'Ernst Wilhelm Nay, tout en continuant de se former, de peindre et d'étudier les écrits des peintres, poètes et philosophes sur la couleur, lors de ses voyages et séjours en Italie, Hollande, Suisse, France et Allemagne.
Il se confronte avec le Nouveau-réalisme, le Pop'art, le Nuagisme, le Lettrisme, l'Alphabet plastique et l'Art cinétique, faisant la connaissance des artistes de ces mouvements, lors de son installation à Paris en 1960.
Dans les années 1960, ses œuvres sont figuratives expressionnistes, composées de paysages, portraits et nus, sa première exposition personnelle dans une galerie en 1963 s'intitulant La vie champêtre des anges.
À partir des années 1970, il évolue vers l'abstraction, ses recherches se référant et s'appuyant sur le néoplasticisme donnent des œuvres telles que Le fagot sur la caisse de Rungis, Le balai, le Tuyau, Le jardin…. « J’ai besoin d’atteindre avec les moyens de la peinture l’expression pleine des éléments couleurs lumière dans leur réalité d’aujourd’hui. / Il m’a fallu une longue étude pour laquelle j’ai choisi le jardin ; juste avec le prisme et une connaissance du nombre d’or, j’ai cherché à retrouver l’unité d’une notion : mouvement du vent dans l’arbre en feuilles, par exemple, a donné le titre léger et dense, reflété picturalement par des losanges en couleur sur une surface blanche ». 
Dans les années 1980, explorant la pensée de l'être couleur tel qu'Auguste Herbin l'a appréhendé dans son ouvrage L'art non figuratif non objectif, sa peinture devient définitivement non-objective. Ce qu'il nomme « L'espace supérieur de la couleur », est l'espace dans lequel La couleur est vivante par le Mouvement de la lumière – Mouvement de la couleur qui, comme l'écrit le critique Pierre Alibert est « …la voie royale de notre temps ».
À partir des années 1990 l'utilisation du Gel Polymère, (un liant permettant, sans l'altérer, de conserver la propriété réfléchissante des pigments fluorescents) inventé par le chimiste américain Golden, l'amène à concrétiser sa vision. Il utilise les pigments dans leurs trois dimensions donnant ainsi vie à la couleur dans l'immanence de sa matérialité.              
« Nous étions en accord immédiat sur la grâce et la puissance d'Alexandre Calder et de Bram Bogart, sur l'importance de Malevitch et de Mondrian, celle aussi de Herbin et de Domela qui, exemples entre tant d'autres, -au vrai, pas tellement nombreux-, se souciaient comme Van Gogh et Gauguin, le précurseur de Matisse, de la qualité des pigments qu'ils utilisaient et de l'interaction réflective que ceux-ci étaient capables de conserver…Nous étions d'accord aussi sur l'indiscutable supériorité ontologique de l'invisible sur le visible…Amann savait comment pénétrer dans l'invisible… »
Les œuvres d'Amann du 3éme millénaire sont une montée en puissance de la notion du Rouge Absolu. « …Dans le centre de la matière se situe le rouge. Le rouge comme centre… ».
Amann « s'est libéré des objets eux-mêmes en prenant comme sujet la couleur et elle seule »

## Expositions principales[14]
- 1963
  - Salon des Indépendants, Paris[2]
- 1972
  - I.N.E.P., à Marly le Roi. Exposition de Jacob ou la persuasion, Nous vivons avec.
- 1974
  - Galerie Weiller, Paris[2], Exposition personnelle, Vision des couleurs, Théâtre Le Palace à Paris, Exposition collective, participe avec Les vingt et une couleurs
- 1976
  - Galerie L 55 - Agathe Bluet à Paris. Exposition collective, Si tu es, tu es, avec un spécial Journal d'une exposition.
- 1977
  - Galerie Spiess à Paris, FIAC 77, Fagot sur caisse de Rungis.
- 1978
  - Galerie Weiller à Paris. Exposition personnelle, Kluft, le grand mouvement.
  - Galerie Spiess, ART 9'78 à Bâle, Espace nouveau (Amann, Aubertin, Weber, Wolman).
  - Galerie Spiess, FIAC 79, Histoire de la peinture (Amann, Weber, Wolman).
- 1979
  - Bad Bellingen[2],  Exposition personnelle, Œuvres graphiques.
- 1980
  - Ecole Nationale des Beaux-Arts de Lyon. Exposition collective, Gravures contemporaines de L'Atelier Biel Genty.
  - Fondation Nationale des Arts Graphiques et Plastiques à Paris. Exposition de groupe Chez soi quant à soi.
  - Galerie Raph' à Paris. Exposition personnelle, Le grand mouvement.
- 1981
  - Galerie Spiess à Paris, FIAC 81, L'espace supérieur de la couleur (Amann, Weber, Wolman).
- 1982
  - Galerie Spiess, Paris, Peintures récentes 1981-82
  - Galerie Spiess à Paris, FIAC 82. One man show, Dessins de 1960 à 1982.
  - Galerie Spiess. Exposition personnelle Peintures récentes 1981-82, Pulsion de l'Espace Nouveau avec une interview réalisée par Bernard Constant pour Radio Forum, Paris.
- 1983
  - Galerie Spiess à Paris. Exposition collective, Écriture de la peinture. Galerie Spiess and Co. Exposition collective itinérante en Australie, The Colour in the Space of Four French Galleries.
- 1984
  - Galerie Spiess à Paris. Debout (manifeste de la peinture par Amann et Bracaval).
  - Galerie Spiess: Art Fair Stockholm, (Toiles et gravures d'Amann)
  - Hôtel de Ville de La Baule.  Galerie Spiess et Ph. Delaunay. Exposition collective, Mouvement de la lumière, mouvement de la couleur.
  - Galerie Spiess à Paris. Exposition Collective, La forme.

- 1985
  - Mondial Couleur 85 à Monte Carlo. Centre Français de la Couleur, avec le concours de la Galerie Spiess. Exposition collective,  L'art de la couleur.
  - Galerie Spiess à Paris, FIAC 85, participation d'Amann. Galerie Spiess. Exposition collective, Nouvelle rupture pigmentaire de la peinture.
  - Fête de la gravure, Ville de Liège en Belgique. Exposition collective crée par Amann avec la collaboration de la Galerie Spiess, Cheminement graphique de l'espace supérieur de la couleur, (Amann y expose la totalité de ses œuvres graphiques).
- 1986
  - Salle Gaveau à Paris. Organisée par la Galerie Spiess, manifestation Musique peinture-peinture musique avec les peintres H.Amann, J.L. Herman, R.Weber, le chef de l'Orchestre International de Paris, Yvan Nommick et le violoniste Pierre Amoyal.
  - Galerie Spiess FIAC 86, Nouvelle pigmentation, participation de Amann.
- 1987
  - Musée d’Art Wallon de Liège. Dans le cadre de la fête de la gravure.  Exposition collective Quête la sensibilité du mouvement autour du poète François Jacqmin. (Monotypes de H. Amann, J.L. Herman et M. Léonardi).
- 1988
  - Galerie Spiess, FORUM à Hambourg en Allemagne, One man show.
  - Galerie Spiess à Paris. Exposition Collective Affiches (Rétrospective de Jacob ou la persuasion à Nouvelle Pigmentation)
- 1989
  - Maison Descartes à Amsterdam. Exposition Collective Nouvelle pigmentation (Monotypes de H. Amann, J.L. Herman et M. Léonardi)
  - Foire LINEART de Gand. Exposition Collective Nouvelle pigmentation
- 1991
  - Galerie Seconde Modernité, Paris. Exposition de gouaches.
- 1992
  - Festival Off d'Avignon. Parvis du Palais des Papes. Performance avec le remplissage d'un tuyau de 21 m, de couleur rouge, édition.
  - Décor Nouvelle pigmentation de la pièce de théâtre de Danouchka Bleskine Ambriris à la recherche de son héros
- 1993
  - Galerie Slotine au Havre. Exposition collective, Nouvelle Pigmentation
- 1995
  - Galerie Tendance à Paris. Exposition personnelle, Suivre pas à pas la couleur, (avec une vidéo de Marcel Hanoun)
  - Galerie Hélène de Roquefeuil à Paris. Exposition personnelle, Autour d'une œuvre de H. Amann, (avec une vidéo de Marcel Hanoun)
- 1997
  - Unesco, Paris[2], Espace Miro. Exposition personnelle, Autour de la terre, le nouveau contrat couleur (organisée par l'association À Vol d'oiseau du Cercle)
- 1998
  - Librairie Wallonie Bruxelles à Paris. Exposition Nu devant le futur
  - S2Com Consulting à Paris. Exposition personnelle La vision picturale du troisième millénaire
- 1999
  - Chapelle Sainte-Anne, Espace Culturel de  La Baule, Loire Atlantique. Exposition personnelle, Des  milliers de mondes qui voyagent pour nous
- 2000
  - Musée Royal de Mariemont, Belgique. Exposition Collective, Féerie pour un autre livre (avec Jardins, poème de François Jacqmin, lithographies d'Amann.)
- 2001
  - Société Mona Lisa Investissements, Paris. Exposition personnelle, Aux rythmes des particules
  - Musée de Mariemont, Belgique. Exposition du livre Jardins et des cahiers de Les Arts innovants
- 2002
  - Club l'Enfer à Paris. Soirée Ultra Pigmentation. Quand la peinture rencontre le son de la House Music, organisée par Lionel Spiess et Jean-Marc-Team. (Création d'une toile monumentale)
- 2003
  - Espace culturel de La Baule, Loire Atlantique. Exposition collective, Couleur visions - Viallat, Pancino,  Leonardi, Bracaval, Bellegarde, Aubertin, Amann, Weinhold, Baudry)
- 2004
  - Espace culturel de La Baule, Loire Atlantique. Exposition personnelle, Les quatre saisons (accompagnée d'une vidéographie de Frédéric Dussault)
  - Musée Léon Dierx à Saint-Denis de la Réunion. Exposition personnelle d'Alain Noël, son ancien élève, Des yeux dans la chaleur, participation avec deux peintures.
- 2005
  - Maison des associations à Biarritz. Conférence: Critique de la peinture pure  par Marcel Paquet Dr. en philosophie, avec projection du film Champs et quelques peintures d'Amann.
  - Charleroi en Belgique, Annexe de la Mairie. Présentation de 20 peintures récentes pour le projet de S.P.H.E.R.E. (Société Philosophique Hennuyère d'Ethique et de Recherches Esthétiques) par le philosophe et écrivain Marcel Paquet.
- 2006
  - Galerie Seconde Modernité à La Guiche. Exposition personnelle,  Œuvres sur papier.
- 2007
  - Projet de transformation, par la mise en couleur, de la centrale électrothermique Lucy de Montceau-les-Mines en Bourgogne du Sud
- 2010
  - Galerie Barnoud, Chic Art Fair, Paris.
  - Galerie Barnoud, Dijon. Exposition personnelle, Hermann Amann, Nouvelle Pigmentation
- 2011
  - Half Gallery, New York, USA. Exposition personnelle, Fluorescence
- 2014
  - Galerie Passion, Stockay Saint Georges, Belgique. Exposition personnelle, Amann, Hölderlin et Nouvelle Pigmentation

## Articles de Presse
- 1974    
  - janvier. Mes couleurs, in Journal d'une exposition, Amann, de Jacob ou la persuasion, deuxième numéro, deuxième exposition, Théâtre Le Palace.

- 1975     
  - novembre. 2. in Artitude.

- 1977     
  - février. 3 au 7. E.S. in TJ Hebdo, n°449.

- 1980     
  - mai. Les choses pures, in catalogue exposition Amann, Éditions Spiess Paris 1982, page 4.

- 1982    
  - octobre
    - La peinture dans un lieu vivant, in catalogue exposition Amann, Éditions Spiess, page 6.
    - Hermann Amann : œuvres récentes par Pierre Brisset in L'Œil no 327.
    - Le peintre en son jardin in Décoration internationale, n°55.
    - La Galerie Spiess laisse son espace aux énergies colorées de l'Allemand Hermann Amann in Arts Antiques Auctions, n°123.

  - novembre. Catherine Terzieff, in 7 à Paris, pages 10 et 112.

- 1984     
  - janvier. 29. Peinture et énergie nouvelle, in journal Ouverture n°1, page 9.
  - septembre. L'unité des moyens et leur mouvement, la forme, in catalogue exposition La Forme, Éditions Spiess Paris page 10.

- 1985     
  - avril. L'espace supérieur de la couleur, in journal Ouverture n°2, page 4.
  - octobre. 29. La force des œuvres graphiques, in catalogue de l'exposition cheminement graphique de l'espace supérieur de la couleur à Liège, Éditions Spiess Paris, page 6.
  - août. Je t'écris sur un bord de table, in correspondance, Éditions Ateliers du Pré Nian.

- 1986     
  - avril. Luminosité et pigmentation des choses pures, in journal Ouverture n°3, page 13.
  - octobre. Nouvelle pigmentation, in catalogue Concert de Gala Musique Peinture, salle Gaveau, Éditions Spiess Paris, page 13.

- 1987     
  - avril. Pour une vision nouvelle, in journal Ouverture n°4, page 6.
  - novembre. La réalité plastique de la nouvelle pigmentation, in catalogue exposition nouvelle pigmentation au Musée de l'Art Wallon, Liège, Belgique, Éditions À Vol d'Oiseau du Cercle, Paris & Carré Noir, Liège, pages 11 & 12.

- 1988     
  - mai. Couleurs, Mouvement, Pigments, in journal Affiches n°2, page 2.
  - juin. Mouvement et forme de l'être pure de la couleur, in journal Affiches n°3, page 2.
  - juillet. Mouvements graphiques, in journal Affiches n°4, page 2.
  - octobre. À 360° du paysage, in journal Affiches n°5, page 2.
  - novembre. La nouvelle chromosensibilité, in journal Affiches n°6, page 2.
  - décembre. La couleur est un créateur dans l'espace, in journal Affiches n°7 page 2.

- 1989     
  - janvier. La nouvelle couleur plastique, in journal Affiches n°8, page 2.
  - novembre. Rupture organisée, in journal Affiches n°9, page 2.

- 1990     
  - mars. Le visible, l'invisible, le zéro, le vide, in journal Affiches n°10, page 2.
  - novembre. Les réflexions des particules, in journal Affiches n°11, page 2.

- 1993     
  - avril. Pour révéler la vie de l'espace supérieur de la couleur…, in Ouverture Dix ans dans le présent, n° hors-série.
  - décembre. Les particules sous l'investigation des couleurs picturales, in revue Particulatoire, page 11 et L'instant lourd de tout son passé et gros de son avenir (Maurice Blanchot), page 13.

- 1997      
  - février
    - Hermann Amann  in Paris capitale.
    - Amann : le tour du monde avec un tuyau in Le Figaro, page 25.
    - 12-18. Hermann Amann : l'énergie des couleurs in Pariscope, page 4.
    - Amann pigmente l'Unesco par Anita Castiel et Jacques Bouzerand in Parcours, page 70.

  - mai. Hermann Amann in Beaux Arts Magazine, n°156.
  - printemps. Sans fin, in revue l'Imprévisible, Éditions du Club des substances aérées, Belgique.

- 1998     
  - septembre. Christian Riochet, Pour Hermann Amann, in catalogue exposition Le travail des millénaires, Galerie des artistes de la rue Pasteur, marché Ottino à Saint Ouen.

- 1999     
  - avril. 
    - 24-25. J.M. Ménoret, Portrait d'un peintre né - couleurs, in Ouest France.
    - 30. Erwan Lemoine, Des couleurs et des couleurs… in L'Écho de la presqu'île.

  - juin. 24. M. Vaillant-Prot, Trente ans d'histoire, in Presse Océan.
  - août. 
    - 2. L'espace supérieur de la couleur selon Hermann Amann à la Chapelle Sainte-Anne in Presse Océan.
    - 6. Hermann Amann, peintre de la couleur, in l'écho de la presqu'île.
    - 11. C.A. La peinture vivante d'Amann, in Ouest France.

- 2000     
  - mai. Les nouvelles découvertes…, in journal Pulsion n°1.

- 2001     
  - janvier. L'espace supérieur de la couleur, in journal Pulsion n°2.

- 2002     
  - janvier. En lien direct avec l'origine de notre créativité, in journal Pulsion n°8.

- 2003     
  - février. 21. Vingt-trois ans après l'article – les choses pures, in journal Pulsion n°4.

- 2004     
  - janvier. 30. La culture nouvelle pigmentation, in journal Pulsion n°6.
  - Juin. 26. Hermann Amann, des yeux dans la chaleur au Musée Léon Dierx, par Marine Dusigne In Le journal de l'île, page 25.

- 2005     
  - mai. 19. Critique de la peinture pure, introduction à l'œuvre d'Amann par Marcel Paquet

## Filmographie - Interviews
- Radio Libre Paris (98MHrz), Forum Peinture, 25 octobre 1983, Interview de Hermann Amann par Bernard Constant, environnement musical de Jean Schwarz
- Champs, la Nouvelle Pigmentation, 2007, film de Frédéric Dussault réalisé avec H. Amann, durée 28 minutes. (DVD)